# Bunga Mas (Seluma Timur)
Bunga Mas is een bestuurslaag in het regentschap Seluma van de provincie Bengkulu, Indonesië. Bunga Mas telt 1795 inwoners (volkstelling 2010).